# ويليام ألكسندر (مستكشف)
ويليام ألكسندر (و. 1570 – 1640 م) هو مستكشف، وكاتب، ودرامي ‏، وشاعر، وشخصية أعمال من مملكة إسكتلندا، توفي عن عمر يناهز 70 عاماً.

## التعليم
تعلم في جامعة غلاسكو.

## روابط خارجية
- ويليام الكسندر على موقع الموسوعة البريطانية (الإنجليزية)